# EN4

## Montijo - Caia (Elvas)
A EN 4 é uma estrada nacional que integra a rede nacional de estradas do Plano Rodoviário Nacional. 

A Estrada Nacional nº4 ou Estrada do Alentejo Central é uma estrada nacional portuguesa, que liga o Montijo, no distrito de Setúbal, a Elvas, no distrito de Portalegre. Tem uma extensão total de 175 quilómetros e com um desnível positivo de 2429 m. Percorre os distritos de Setúbal, Évora e Portalegre.

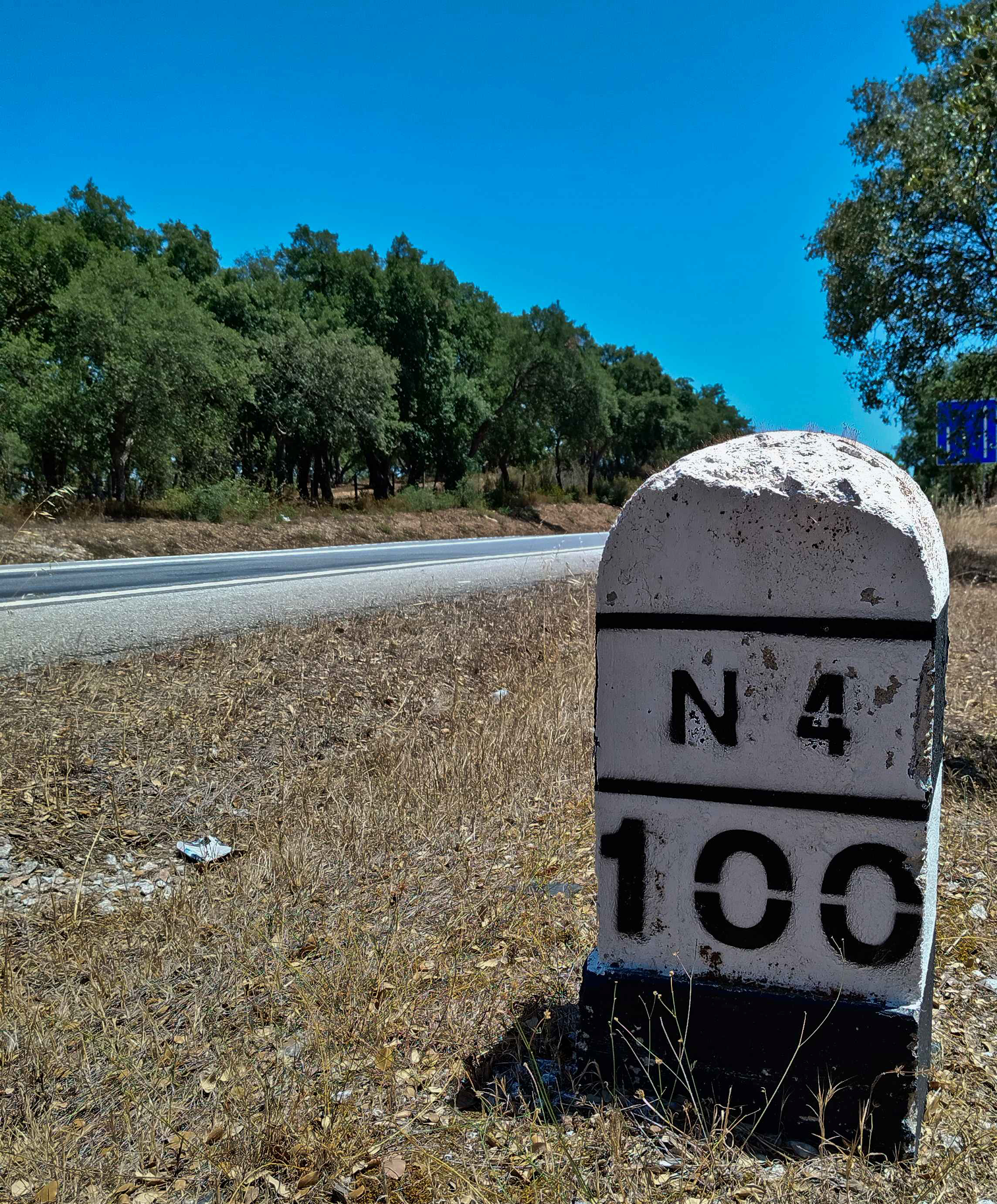
Marco miriamétrico, assinalando o trajeto da Estrada Nacional N4 perto da vila de Arraiolos

A EN 4 foi criada pelo Plano Rodoviário Nacional de 1945 (PRN 45 - Plano Rodoviário Nacional 1945), classificada em projeto como estrada nacional de 1º classe. O projeto original desta estrada incluía uma ponte sobre o Rio Tejo, inspirada e baseada no projeto do engenheiro Miguel Pais de 1876 (Ponte entre o Beato e Montijo), posteriormente adaptado em 1934 pelo projecto do engenheiro Duarte Pacheco, que previa uma solução mista para trafego ferroviário e rodoviário de tabuleiro duplo, de forma a ligar diretamente Lisboa ao Alentejo e à fronteira do Caia, perto de Badajoz. Essa ponte nunca foi construída e a estrada começa no km 12, no Montijo.
O troço entre Sochinhas (Elvas) na A6, e Caia foi desclassificado devido à construção da variante de Elvas da A6.

## Caracterização

### Montijo - Vendas Novas
Este lanço de 45 km liga a cidade do Montijo a cidade de Vendas Novas, os seus primeiros quilómetros são percorridos na cidade do Montijo até ao Alto da Atalaia. A partir deste ponto a estrada circula sobre a planície da antiga província da Estremadura, fazendo a ligação ao Alentejo no cruzamento para a localidade de Piçarras, em Vendas Novas.

### Vendas Novas - Estremoz
Com um lanço de 85 km, Cruza a Ribeira da laje junto ao antigo restaurante do Monte do Estoril (Km 75), ao Km 79 cruza  o Rio Almansor sobre a Ponte de Lisboa (Monte mor o Novo) (EP2739), nesta fase a estrada continua a ganhar altimétria fazendo se sentir no seu traçado a influencia da Serra de Monfurado e da Serra de Ossa.
No seu traçado entre Montemor-o-Novo e Arraiolos a Estrada Nacional 4 é classificada como Rota Histórica.

### Estremoz - Caia
No último lanço com 59 km de extensão, os campos de vinhas da região da cidade de Estremoz e Borba marcam a paisagem, na fase final é marcada pela descida até a fronteira do Caia, onde irá terminar na conexão com a A6.

## Percurso

### Montijo - Caia(inclui troços desclassificados)
| Nome da saída/Localidade intermédia | Município       | Estrada que liga                 | Designação oficial |
| ----------------------------------- | --------------- | -------------------------------- | ------------------ |
| Montijo                             | Montijo         |                                  | N 4                |
| Atalaia (Montijo)                   | Montijo         |                                  | N 4                |
| Passil                              | Alcochete       | N 118                            | N 4                |
| Faias (Montijo)                     | Montijo         |                                  | N 4                |
| Santo Isidro de Pegões              | Montijo         | A 13                             | N 4                |
| Pegões                              | Montijo         | N 10 , N 251                     | N 4                |
| Afonsos (Montijo)                   | Montijo         |                                  | N 4                |
| Bombel (Vendas Novas)               | Vendas Novas    |                                  | N 4                |
| Vendas Novas                        | Vendas Novas    | N 380                            | N 4                |
| Marconi (Vendas Novas)              | Vendas Novas    | A 6 , E 90                       | N 4                |
| Silveiras (Montemor-o-Novo)         | Montemor-o-Novo | EM 519                           | N 4                |
| Montemor-o-Novo                     | Montemor-o-Novo | N 2,N 114, A 6                   | N 4                |
| Arraiolos                           | Arraiolos       | ER 370                           | N 4                |
| Vimieiro (Arraiolos)                | Arraiolos       | N 251,N 372                      | N 4                |
| Estremoz                            | Estremoz        | N 18, IP 2 , E 802 ,N 245,ER 381 | N 4                |
| Borba                               | Borba           | N 225, A 6                       | N 4                |
| Aldeia Lacerda (Borba)              | Borba           |                                  | N 4                |
| Terrugem (Elvas)                    | Elvas           |                                  | N 4                |
| Vila Boim                           | Elvas           |                                  | N 4                |
| Elvas                               | Elvas           | A 6 ,N 372,ER 246,ER 373         | N 4                |
| Caia (Elvas)                        | Elvas           | Troço desclassificado            | N 4                |

## Rota Estrada Nacional
A rota das estradas nacionais de Portugal é um movimento e uma lista de estradas recomendadas para viajar em 2 rodas, permitindo recolher e disfrutar de gastronomia, cultura e locais de significativo interesse.  
A   N 4  esta classificada como Rota Estrada Nacional.

## Ramais
EN4-1: Para Porto das Nascentes
EN4-2: Para Estação Ferroviária de Ameixial